# 横利根閘門

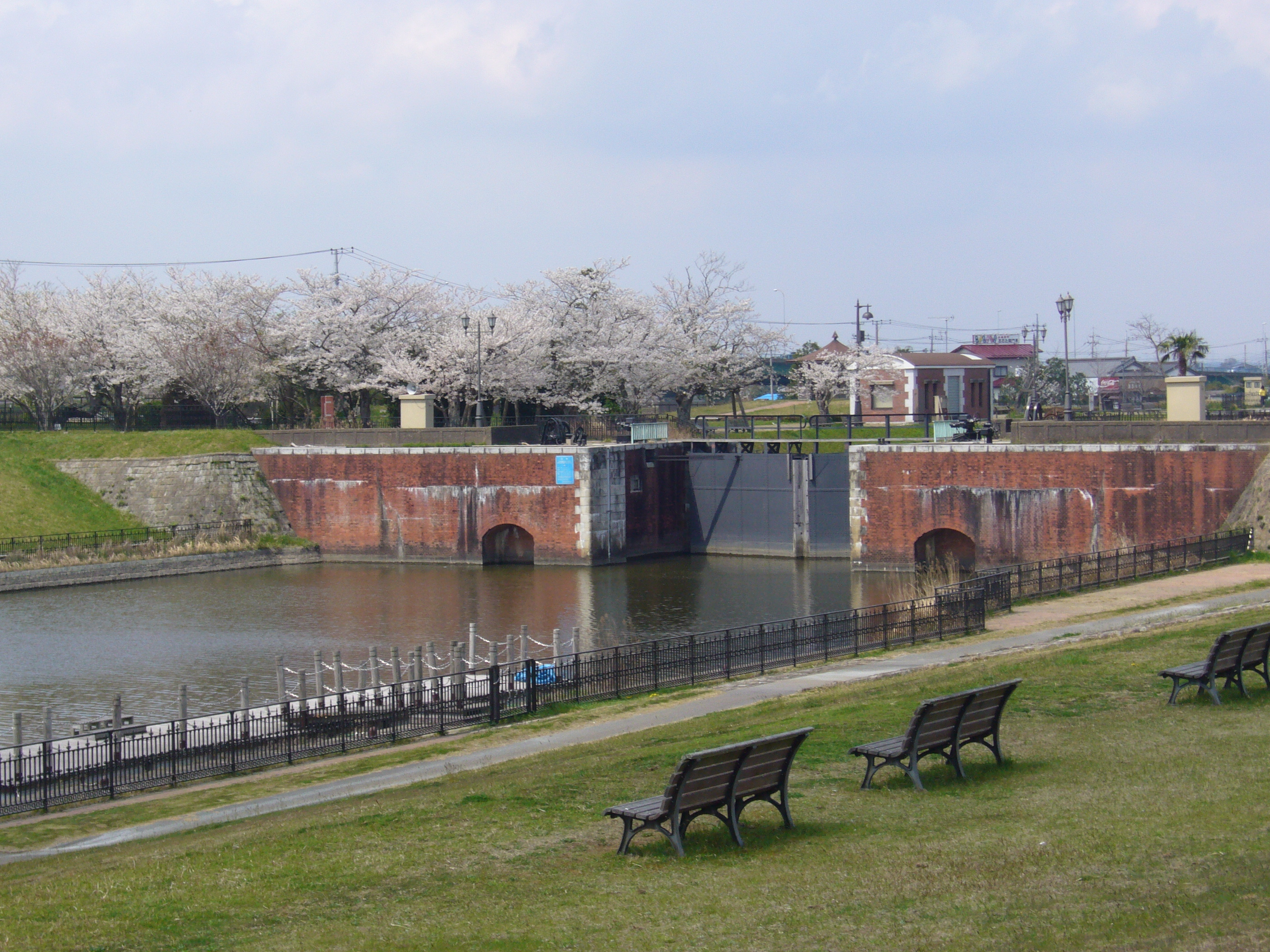
横利根閘門

横利根閘門（よことねこうもん）は、茨城県稲敷市と千葉県香取市の県境付近に位置する横利根川にある閘門。国土交通省管理。
利根川改修工事の一部として1914年（大正3年）に着工し、7年後の1921年（大正10年）に完成した。日本における煉瓦造閘門のひとつの到達点を示す近代化遺産として重要文化財に指定されている。

## 立地
横利根川が利根川に合流する地点に立地する。横利根川は利根川と常陸利根川とを結ぶ河川で、常陸利根川のさらに上流には霞ヶ浦がある。閘門付近は横利根川が千葉県と茨城県の県境となっているが、閘門は茨城県の稲敷市にある。
現在、閘門の周辺は横利根閘門ふれあい公園（香取市・稲敷市管理）として整備され、サクラの名所、横利根川に面した釣の名所として憩いの場となっている。2006年（平成18年）に日本の歴史公園100選に選定された。
香取市内の佐原市街地と利根川北部の十六島地区を結ぶ、船舶や自動車交通の要衝部にあり、水郷のシンボル的施設として親しまれている。地元の人は「かんもん」と呼ぶことが多い。

## 構造

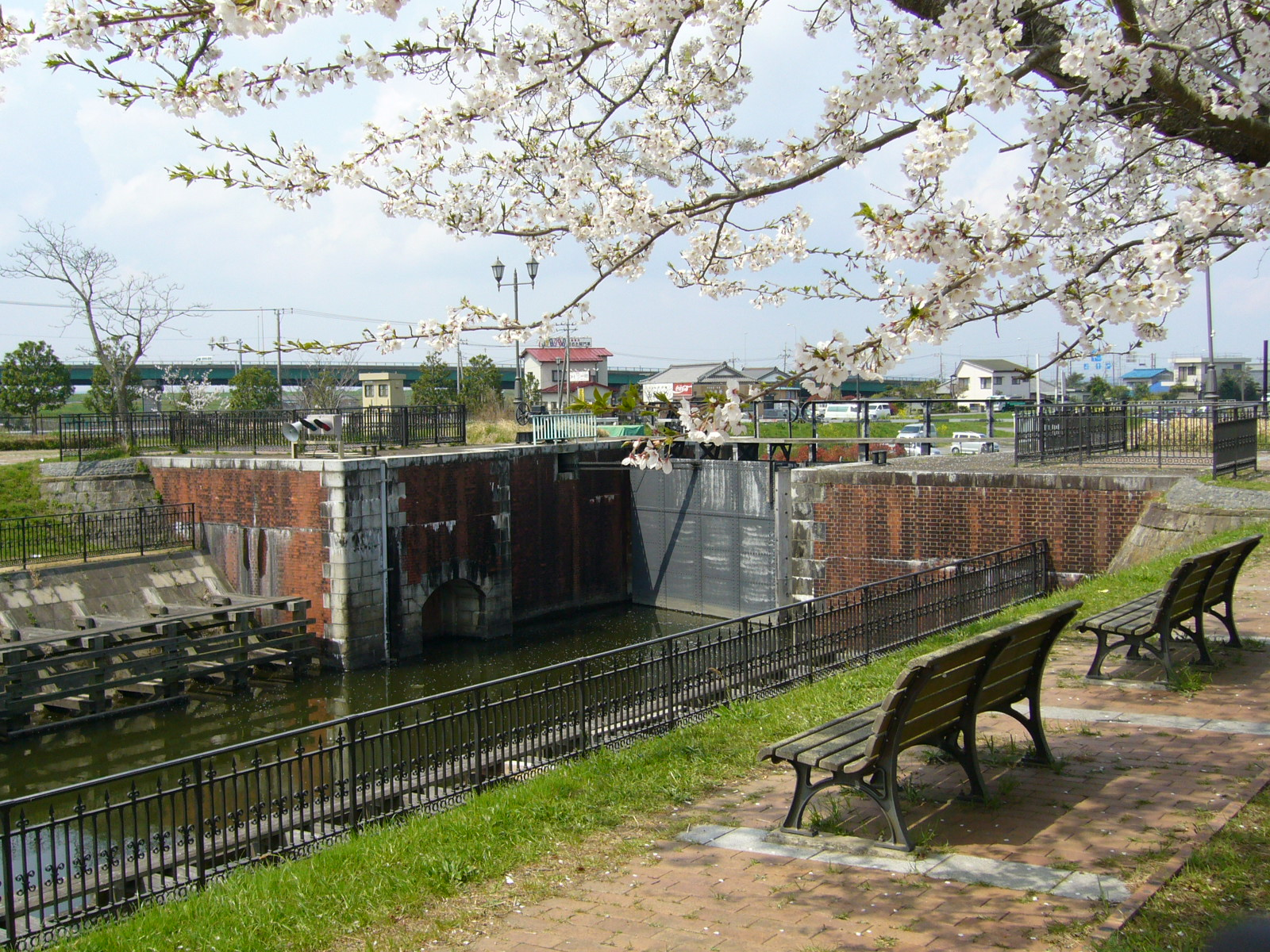
サクラと閘門の内側（閘室）

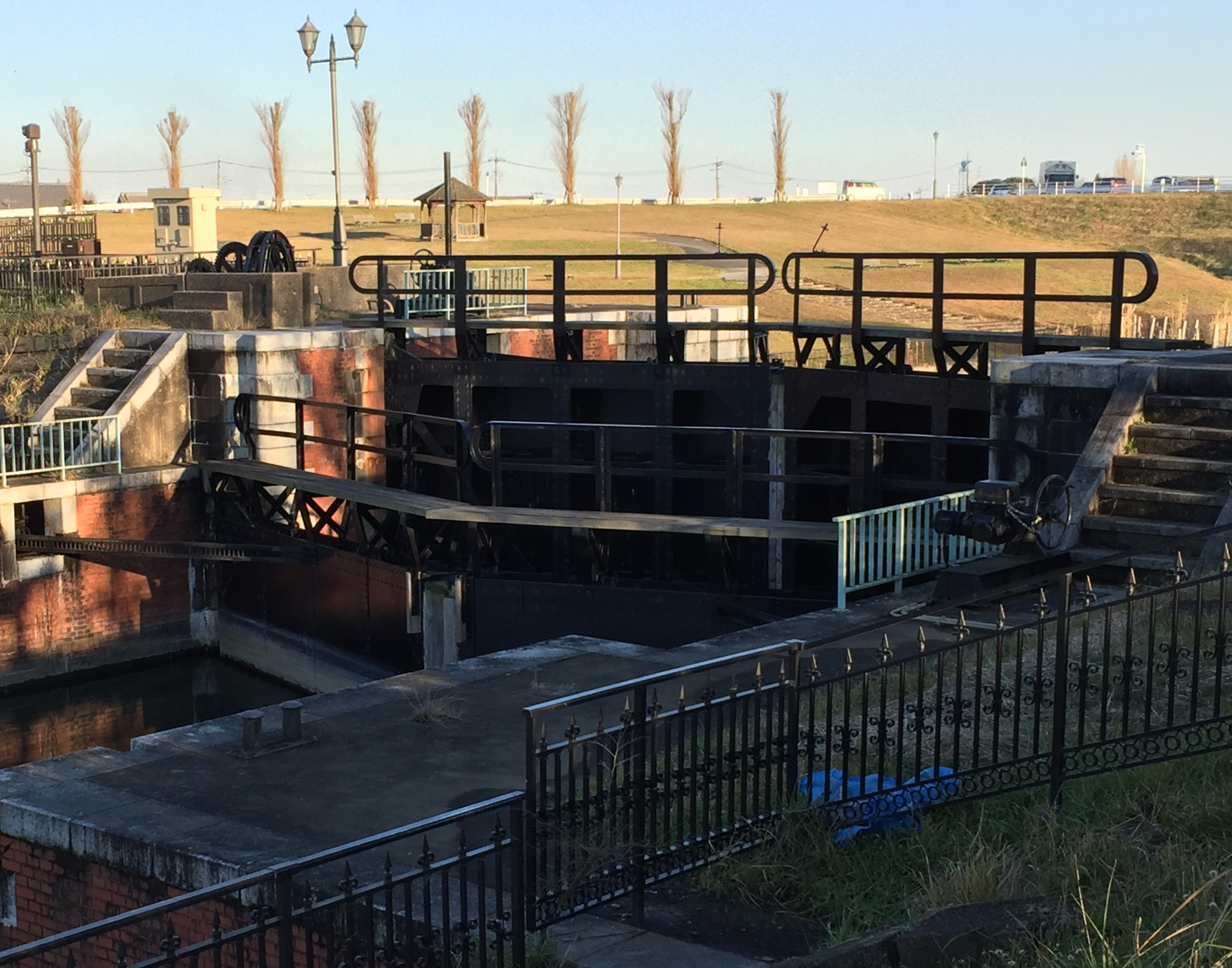
横利根閘門の扉（利根川側）。奥が大扉、手前が小扉

閘門はパナマ運河の閘門などと同じ種類の複式閘門複扉式で、閘室と、閘室の両端にある閘頭部（閘扉室）からなる。閘門の有効長は300尺（90.9メートル）、幅員36尺（10.9メートル）、深さは平均低水位以下約8.6尺（2.6メートル）。当時就航していた船舶で最も大きい通運丸や銚子丸などを基準に設計された。
閘室の底部はコンクリートブロック敷である。コンクリート面の高さはY.P.（江戸川工事基準面）以下8尺（約2.4メートル）である。閘室側面は法面勾配1割のコンクリートブロック積で、法面には木造の防舷材（緩衝材）が設けられている。さらにその上部に法面勾配2割の芝生張斜面がある。側面が垂直ではなく斜面となっているのは、閘室の断面積を減らして給排水の時間を短縮させるためと、閘室の底面積を減らして底部築造にかかる工費などを節約するためである。
閘扉室は、側壁、翼壁と、基礎、底部から成る。側壁は長さ24.8メートル、翼壁は長さ16.5メートル。どちらもコンクリート造りで、表面は煉瓦および石張りとなっている。基礎としては、コンクリート中詰・煉瓦積みの井筒が各閘扉室に14個設けられている。井筒の表面はY.P.以下7.4尺（2.2メートル）で、その上部に側壁がある。底部は側壁の間にあり、幅36尺（約10.9メートル）、長さ81.87尺（約24.8メートル）で、コンクリート造り、石張りである。底部表面の高さはY.P.以下7.4尺（2.2メートル）である。
門扉は大扉4枚、小扉4枚の合計8枚で、各閘扉室に大小2枚ずつ設置される。扉はどちらもマイタ―ゲート（観音開きのゲート）で、大扉は閘扉室の前扉、小扉は閘扉室の後扉として使用される。大扉は高さ24尺（約7.3メートル）、幅20尺11寸（約6.4メートル）。設置したときの高さはY.P上17.2尺（約5.2メートル）で、これは側壁の高さよりも1.5尺（約0.45メートル）低く、計画高水位よりも3.5尺（約0.91メートル）高い。小扉は高さ17尺2寸3/8（約5.2メートル）幅20尺8寸1/2（約6.3メートル）。設置したときの高さはY.P上10.5尺（約3.2メートル）である。扉はどちらも軟鋼製で、鋼板に5本の縦桁、2本の横桁がリベットによって接合されている。

## 使用方法
船で利根川と横利根川を行き来する際に、水位を調整する。
例として、利根川から横利根川に向かう場合を考える。閘室の水位が利根川の水位と同じであれば、横利根川側の門扉が閉まり、利根川側の門扉が開いた状態にして船は閘室に入り、利根川側の門扉を閉める。利根川の水位が横利根川の水位より高い場合は大扉を使用し、利根川の水位の方が低い場合は小扉を使用する。門扉の開閉はラックバー（ラック棒）が使われている。閘門建造時は手動で門扉を開閉させていたが、現在は電動化されており、操作盤を使って開閉させている。なお、閘室の水位が利根川の水位と異なっている場合は、閘室に入る前に利根川側、横利根川側の両門扉を閉めてから、注水または排水して、閘室の水位と利根川の水位を等しくさせる必要がある。
閘室へと入船後、利根川と横利根川の水位に差がある場合は、閘室内から排水、または閘室へと注水することによって水位が横利根川と等しくなるように調整する。ただし現在では両側の水位差はほとんど無い。水位調整後、横利根川側の門扉を開けて船は閘室から出る。

## 歴史

### 背景
利根川下流に位置し、現在「水郷」と呼ばれている地域は、江戸時代から舟運が盛んで、明治に入ってからも通運丸などの船が利根川を航行していた。横利根川にも多くの汽船、客船、農船が入ってきていた。1910年（明治43年）刊行の『利根川汽船航路案内』では、東京や銚子から横利根川を通って霞ヶ浦あるいは北浦に向かう経路が合わせて5航路記されている。1914年（大正3年）には年間61,915艘、1日平均169艘の船が横利根川を通過した。
一方、この地域は度重なる洪水にも悩まされていた。通常、横利根川は霞ヶ浦の方向から利根川に向かって流れる川であるが、横利根川と利根川の合流地点では利根川の川幅が狭まっていることもあって、大雨で利根川の水位が上がると川の水は利根川から横利根川に逆流し、横利根川および霞ヶ浦周辺の町村は氾濫によって大きな被害を受けていた。

### 利根川改修計画
利根川の洪水による被害は水郷地域に限った話ではなく、明治時代に入ってから何度か改修計画が出された。最初の利根川改修計画は、お雇い外国人のローウェンホルスト・ムルデルが1886年（明治19年）に作成したものだった。この計画書の中では、利根川と横利根川との合流点の改修について記されているが、工事内容としては現状を保持するものであった。
このムルデルの改修計画は、（１）通船のため、（２）破堤・越水を防ぐため、（３）下流低地の一部を開墾に適するようにするため、という3つの目的が掲げられていた。このうち、通船のための工事は低水工事、堤防などによって洪水などの被害を防ぐ工事は高水工事と呼ばれる。明治中期まで、利根川の工事は低水工事が主であった。ムルデルの改修計画の際にも、1887年度（明治29年度）から工事が始められたが、実際に工事がなされたのは主に低水路整備などで、洪水防御のための工事は着工されなかった。
低水路整備は、利根川流域における蒸気船の就航を後押しした。一方で、堤防などによる治水を求める声も強かった。この声は全国的にも強く、1890年（明治23年）に開設された帝国議会では治水を求める請願が142件寄せられた。これは全請願の1割以上にあたる。その後、1896年（明治29年）の河川法制定によって高水工事の国庫負担が可能になると、国による治水工事の動きが全国的に高まった。
利根川においても、1900年（明治33年）に今までの計画を打ち切り、新たに国による改修事業が始まった。この事業は内務省技師近藤仙太郎の計画に基づくもので、全体を三期に分け、一期は利根川河口から佐原まで、二期は佐原から取手まで、三期は取手から芝根村までとしている。横利根閘門が造られる場所は、この中では二期にあたる。
ただし、この計画が立てられた時点では、横利根川と利根川の合流地点の川幅を広げて逆流量を減らすことは記載されているが、閘門を造ることは記されていない。この利根川改修計画は、1910年（明治43年）に起こった大洪水によって内容が見直されることになるのであるが、横利根閘門はその時点ではすでに建造が決まっていた。そのため、1910年以前、おそらくは1907年（明治40年）の第二期工事が始まるときに建造が決まったものと推定されている。また、閘門建造決定にあたっては、利根川改修計画に先立って1896年（明治29年）に始まった淀川改修工事において大規模な水門・閘門が造られたことが影響しているとも推定されている。
閘門建造の目的は、利根川増水時に横利根川を通じて霞ヶ浦沿岸に氾濫をもたらしていたことから利根川と霞ヶ浦を分断するため、また増水時にも舟運に支障を来たさないようにすることにあった。旧来、霞ヶ浦は印旛沼などと共に、洪水時には遊水池としての役割を果たしていた。利根川改修計画ではこれらの湖沼に川の水を逆流させず、利根川の洪水は利根川のみで処理する方針が立てられた。横利根閘門の建造はこの考えに基づくものでもあった。
しかし閘門を締め切ったとき、今まで霞ヶ浦から横利根川に流れていた水はすべて北利根川に流れることになる。そこで、茨城県は同時期に北利根川の改修工事を施工することにした。

### 工事
利根川改修第二期工事は、1907年（明治40年）に着工された。しかし横利根閘門については、工事期間中に横利根川を締め切らねばならず、したがって先述の北利根川への影響を考えなければならない。そのため、北利根川の工事を待って1914年（大正3年）に工事が始められた。なお、満潮時における利根川と横利根川の水位差は、第一期工事以前は6-7寸（約18-21センチメートル）だったが、1909年（明治42年）には約1.8尺（約54-55センチメートル）となっていた。
工事の中心となったのは、内務技師で内務省東京土木出張所利根川第二期改修事務所長の中川吉造である。工期は、着工から4年前後と設定された。しかし第一次世界大戦の影響で財源の都合がつかなくなった等の理由により工期は延びて、実際に完成したのは着工から7年後の1921年（大正10年）のことであった。総工費は72万円弱で、約278万個の煉瓦を使用した。
工事には、のべ221,224人の人員が関わった。このうち最も人数の多い人夫（178,168人）は、その多くが付近の農業者であった。そのため、農閑期には人が集まったものの、農繁期には人数が足りず、作業に支障をきたした。
工事の内容は以下の通りで、詳細は中川吉造が記した報告書に記載されている。この報告書は、後の補修作業においても有用な資料として活用された。

#### 閘扉室
閘扉室の工事は全工事の中で最も重要とされ、工費の84％を費やしている。建造にあたっては、はじめに基礎工事を施した。基礎は井筒を使用した。まず、平坦にした地盤の上に井筒の敷板を敷き、コンクリートで井筒先端の沓とよばれる部分を造り、その上から煉瓦50段（11尺、約3.3メートル）を積み上げた。井筒内部の土砂を掘削、浚渫することで井筒は自重により沈み込む。約12尺（約3.6メートル）沈んだところで、さらに55段、12.1尺（3.7メートル）の煉瓦を積んで、規定の深さまで沈下させた。その後に井筒の上に乗る重量の2倍の重量を上に載せて耐荷を確かめた。そして井筒内部および井筒間にコンクリートを流し込み、その上にコンクリートで給排水渠を作った。作業終了後、閘扉室内の土砂を掘削、浚渫し、底部にコンクリートと敷石を敷いた。閘門を建造した土地は地質的に湧水が多く、全工事の中でこの基礎工事が最も困難だったといわれている。
基礎工事がおおむね終わった後、石と煉瓦を積み上げて側壁を作り、さらに扉と開閉機などを取り付けた。

#### 閘室

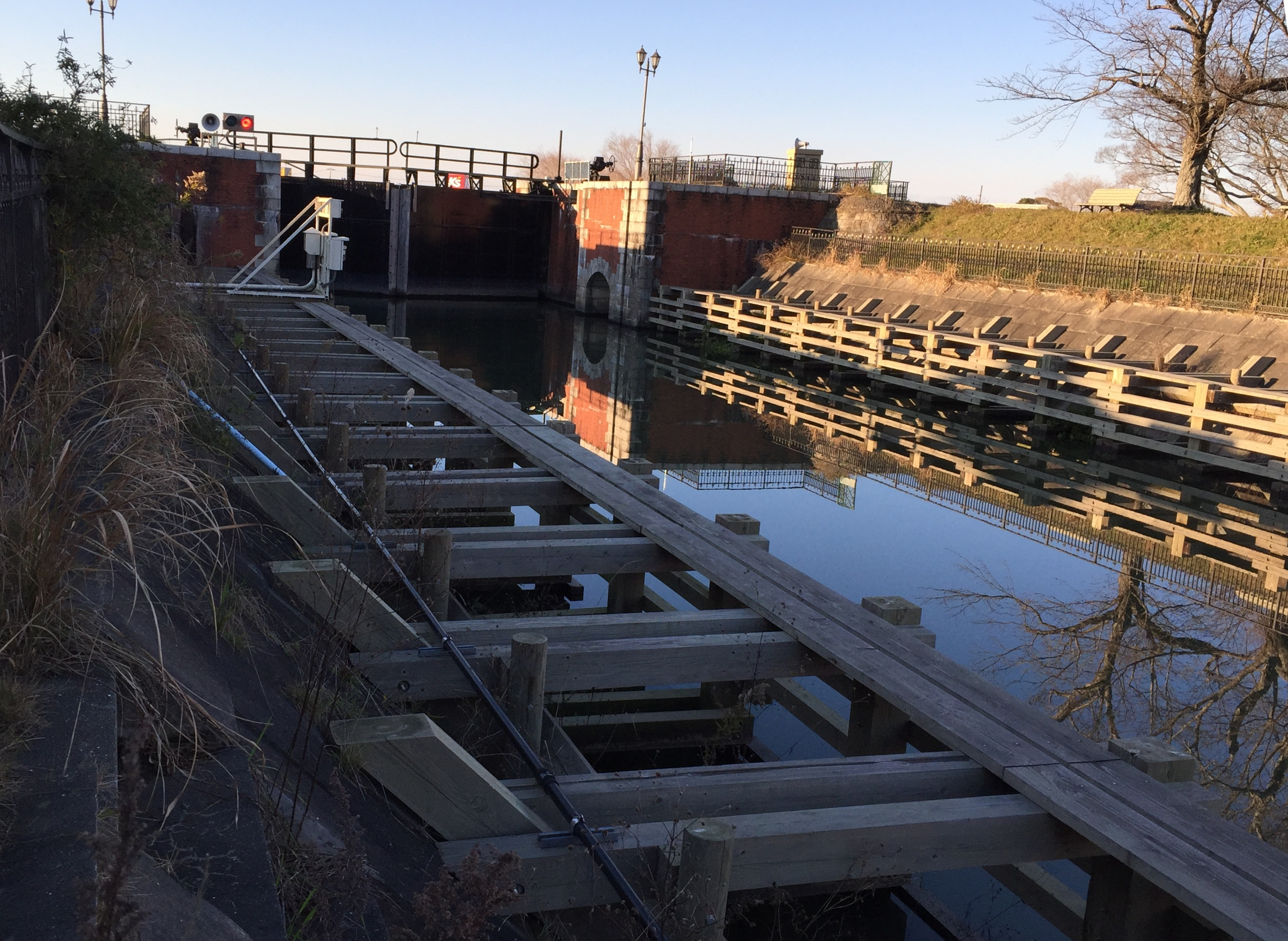
横利根閘門閘室の防舷材（緩衝材）

閘室工事は、まず土砂を掘削、浚渫してから、側面近くに地杭を打ち込んだ。次に底部に砂利を敷き、その上にコンクリートを張った。側部の法面も同様に施した。続けて、先程打ち込んだ地杭に横木を取り付けて防舷材（緩衝材）とした。

#### 導水路他
浚渫船を使い、閘門に接続するための導水路を作った。両岸にはコンクリートで護岸を築いた。
このほか、閘門建設にあたっては、測量、土盛、水防工事や、資材や作業員のための小屋の建設などといった雑工事も施工された。

### 運用開始

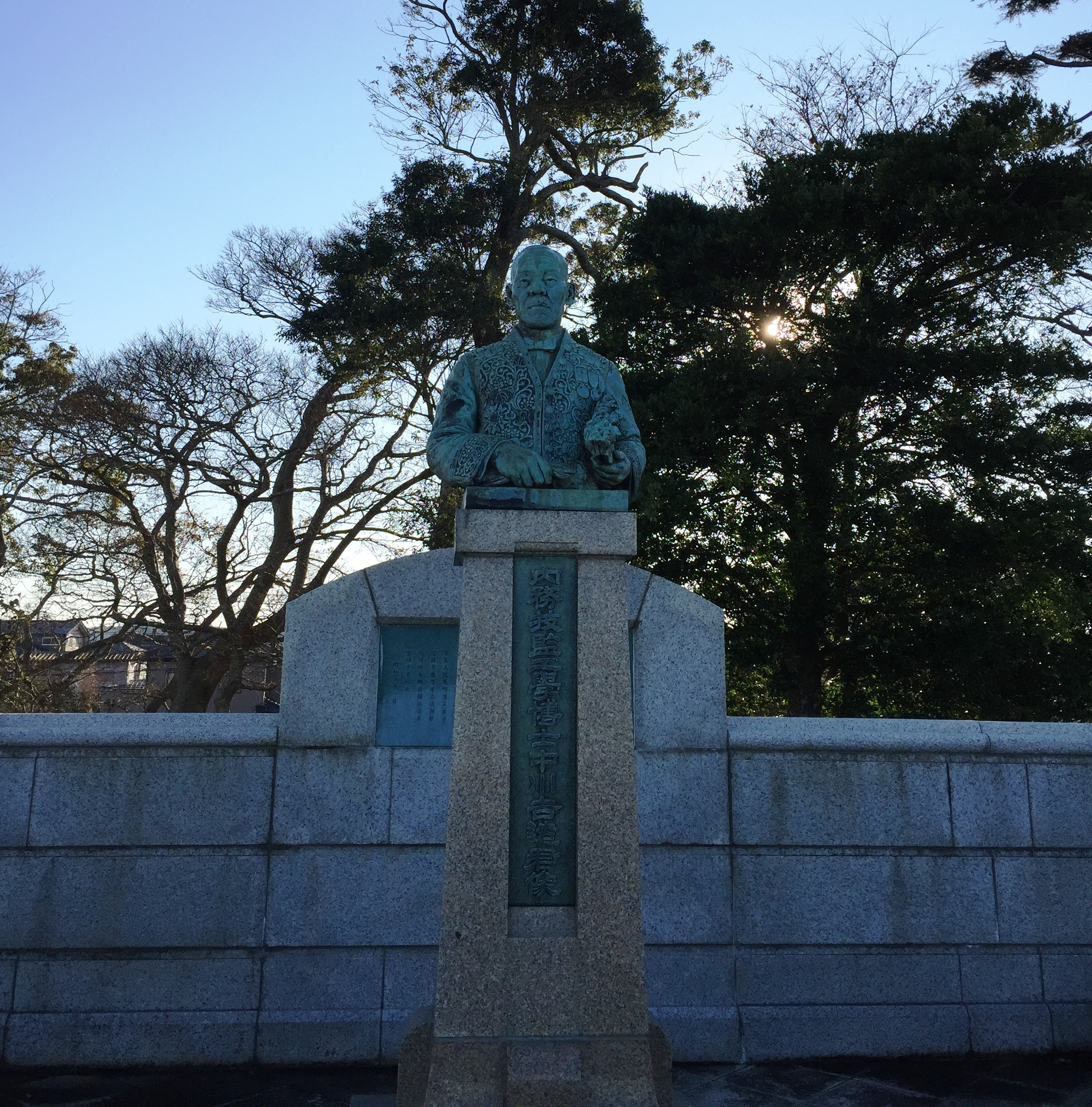
中川吉造の胸像。

閘門の工事は1921年3月31日に完了した。しかしこの時点では、閘門付近および利根川の樋管工事、堤防工事が終わっていなかったため、これらの工事完了を待って、1922年（大正11年）3月11日に運用が開始された。6月3日には、現地で竣工式が開かれた。
運用開始から1年間の調査（1922年4月～1923年3月）によれば、1日の平均通閘回数は19.8回、1日の平均通船数は約93艘だった。閘門建造前である1914年（大正3年）の調査結果と比較して、1日の平均通船数は約4割減となり、通過にかかる時間は1.4倍となった。ただし中川吉造は、利根川と横利根川の水位差などを元に計算した流量から、仮に閘門を常時開放状態にした場合、流速が大きいために1日の過半は通閘が困難または不可能になっていただろうと述べている。そのため、閘門建造は平常時においても効果があると論じている。
なお、利根川改修第二期工事は1930年（昭和5年）に竣工し、第三期工事も同年に竣工した。これによって、30年にわたる利根川改修工事は完了した。
利根川改修を記念して、当時の佐原商工會が発起となって、1928年（昭和3年）、利根川対岸の佐原町（現香取市）に水郷公園が作られた。公園内には利根川治水記功碑が建てられ、4月15日に除幕式が開かれた。碑は高さ23尺（約7メートル）、幅8尺（約2.4メートル）で、題額は内閣総理大臣兼内務大臣の若槻禮次郎、撰文は中川吉造による。除幕式には中川や内務大臣代理らが出席した。
1931年（昭和6年）には、水郷公園に中川吉造の像が造られた。像は高さ3尺5寸（約1.1メートル）で、座石が高さ10尺（約3メートル）。像は東京帝国大学講師・美術院審査委員堀進二が製作した。同年7月12日に除幕式が開かれた。

### 舟運の衰退
横利根閘門の建造は、利根川から横利根川への逆流による氾濫を防いだ点で、霞ヶ浦周辺の地域に恩恵を与えた。舟運にとっては、安全面などで効果があったものの、一方で、高水工事によって川の流れが変わったことや、堤防が造られ川辺の人々との関わりが薄れたことなど、不利にはたらく面もあった。
加えて、周辺の交通も変化がみられてきた。閘門建設前まで、佐原以東に道路橋は全く無かったが、1930年（昭和5年）の神宮橋をはじめとして、北利根橋（1932年）、水郷大橋（1936年）が開通して陸上交通が進展し、それに伴いバスやトラックが進出するようになった。さらに1933年（昭和8年）には国鉄成田線が佐原駅から松岸駅まで延伸し、佐原-銚子間が鉄道で結ばれた。横利根閘門は完成後、1935年（昭和10年）頃までは定期船を含めて年間5万隻の船舶の航行があったが、その後舟運は衰退していった。

### 横利根水門の建設
1947年（昭和22年）、カスリーン台風が日本を襲った。この台風によって利根川は堤防が決壊し、洪水によって大きな被害が発生した。この洪水は大正・昭和期を通じて当時最大の洪水であり、利根川の治水計画も再検討を迫られた。国は1949年（昭和24年）に利根川の改修改定計画を策定し、これによって計画水位が変更された。その後この計画は数度の見直しを経て、改修工事が進められた。
この動きの中、横利根川は、横利根閘門が老朽化していること、利根川の計画高水位が上昇したことにより、新たに水門が造られることに決まった。水門建設工事は1968年（昭和43年）10月に着工し、1971年（昭和46年）8月、横利根閘門の利根川側に新しく横利根水門が完成した。
横利根水門完成後、利根川の洪水時における逆流防止の機能はこの水門が担うことになり、横利根閘門の役割は船の通航の際の水位調整のみとなった。

### 補修作業と重要文化財指定

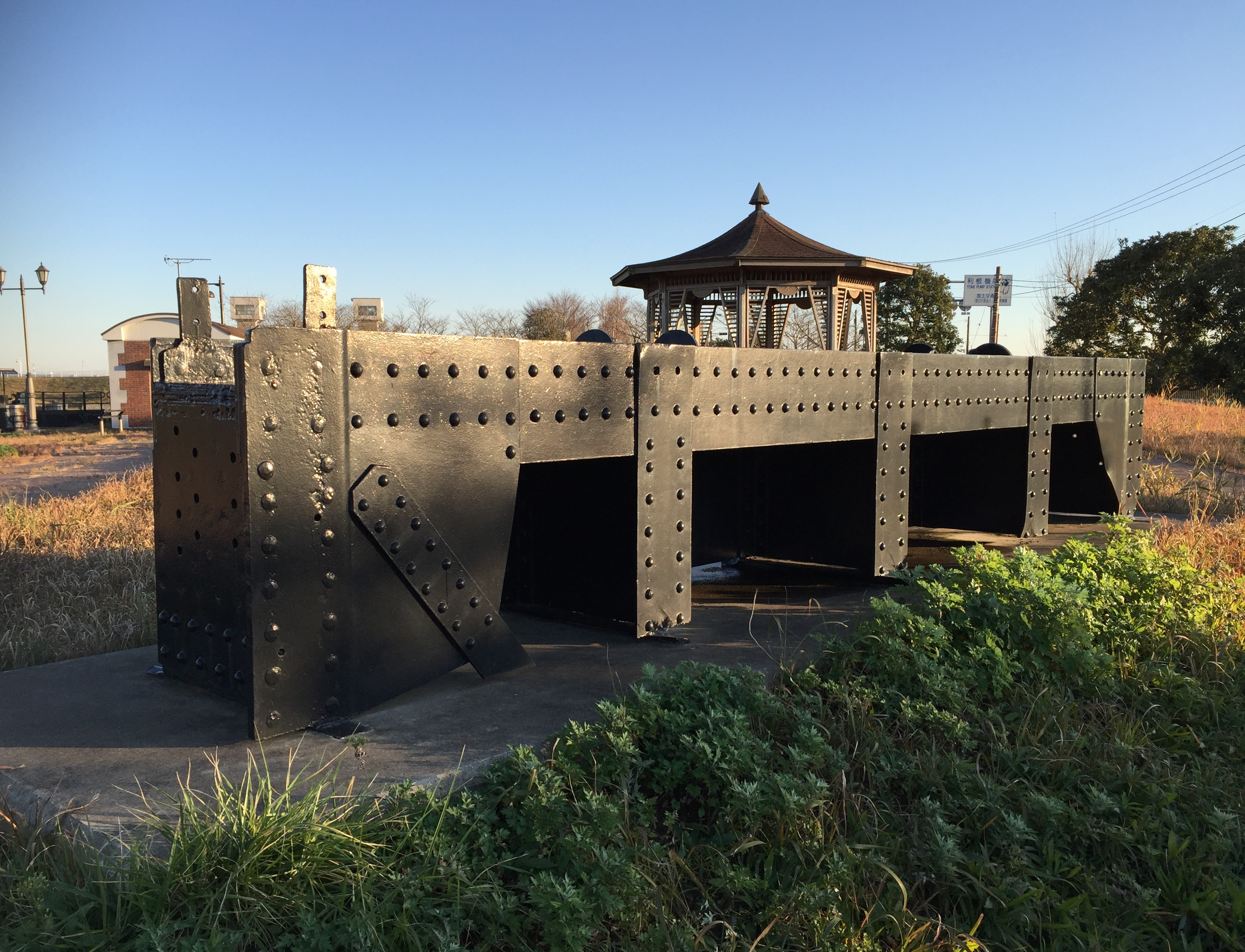
横利根閘門の旧門扉。横利根川ふれあい公園内。

閘門は建造以降、部分的な補修をすることはあったが、大規模な補修は80年にわたりなされていなかった。そのため、門扉が腐食するなど老朽化が進んでいた。また、これまで手動だった門扉の開閉を、省力化と時間短縮のために自動化することも望まれていた。
1994年（平成6年）3月、建設省利根川下流工事事務所は検討委員会を設け、閘門の損傷状態を調査したうえで対策を検討した。その結果、自動化工事とあわせ土木遺産としての価値を後世に伝えるための復元修復工事を実施することにした。すなわち、腐食した門扉の一部を交換し、開閉作業は電動化するものの、基本は建造当時の形で、当時の手法により復旧させることに決まった。
原形復旧が決まったのは、本閘門が技術・意匠・系譜の点で高く評価され、日本の近代化遺産として価値あるものとみなされたことによる。加えて、当時は土木遺産を保存しようという動きが日本各地で見られはじめていたことや、閘門を新築するには新たな水路を確保しなければならず現実的ではなかったことも理由として挙げられる。
工事は1994年に始まり、約10か月にわたる作業となった。門扉は取り外され、錆などを取り除いた後、腐食部分を切り離して交換した。特に、水に常時浸かっている部分の腐食が激しかった。接合は溶接でなく、建造当時のようにリベットを用いたが、修復作業時にはすでに使われていない技術であったため苦労を要した。また、防舷材は過去の修復で鋼材に交換されていたが、木製に復元した。
工事完了後の1999年度、閘門の周辺は建設省の環境整備事業によって公園となり、2000年（平成12年）4月25日に横利根閘門ふれあい公園として公開された。
2000年3月、横利根閘門は国指定重要文化財に答申された。愛知県立田村（現愛西市）の船頭平閘門と同時の指定であった。閘門が重要文化財になるのは富山市の中島閘門に続く2例目、建設省河川局が管理する施設では初めての指定となる。また、横利根閘門の附（つけたり）として、利根川治水記功碑、中川吉造胸像所、旧門扉、旧排水扉巻揚機械も指定された。横利根閘門の文化財指定に際しては、現役の河川構造物であるため、緊急時の修繕あるいは日常の維持管理にともなう修繕に対して、その都度文化庁との協議が必要になり、治水上、および業務管理上支障をきたすのではないかなどといった懸念も示された。これに対しては、横利根川の治水機能はすでに横利根水門にゆだねられていること、緊急時の修繕は文化庁と確認書を交わして対処すること、細かな修繕は文化庁との協議や申請が不要であることなどを確認して、施設管理の方針を立てることで対応した。

### 震災後の補修工事

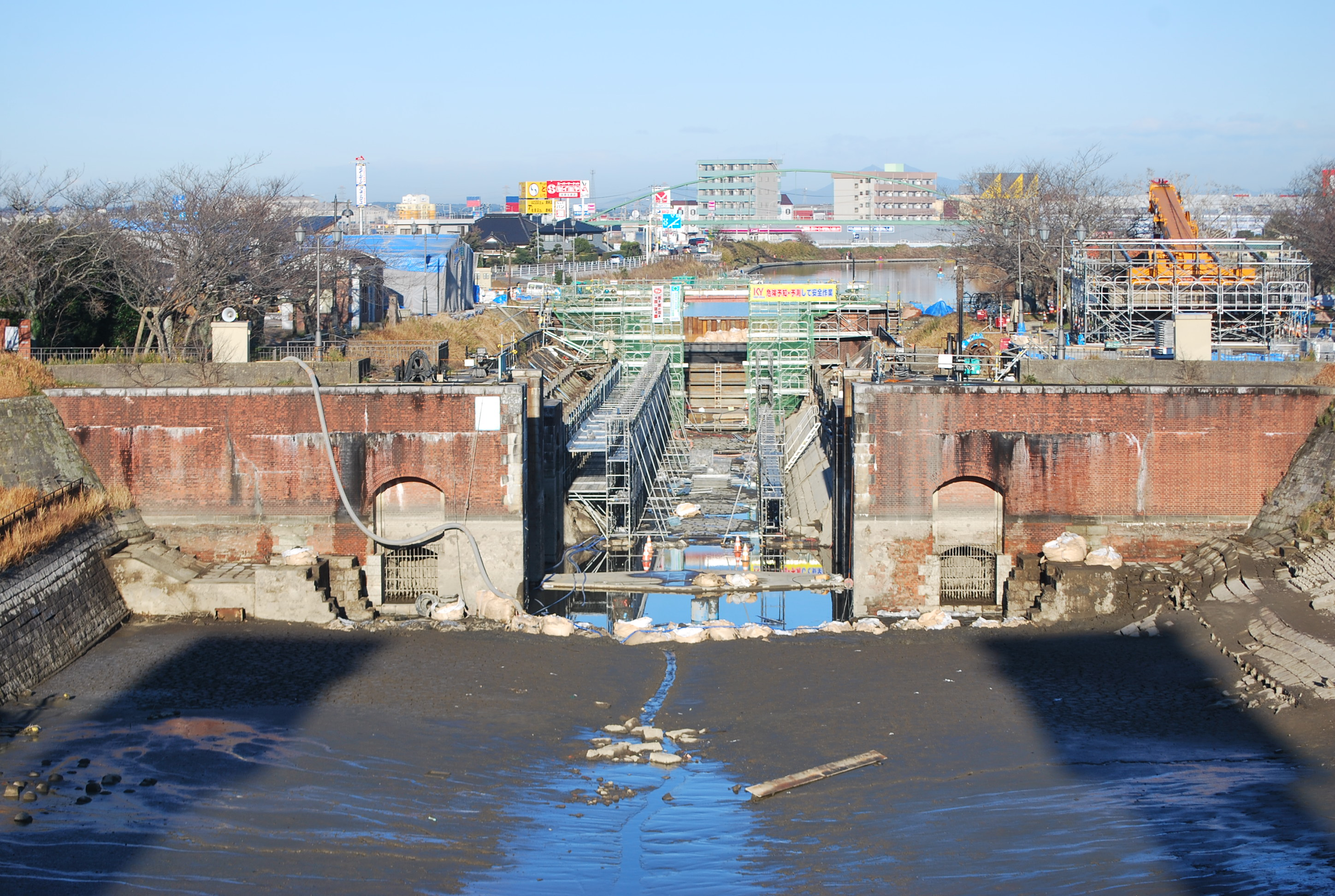
改修中の横利根閘門

2011年（平成23年）3月11日に発生した東北地方太平洋沖地震において、閘門も損傷を受けた。特に裏閘門室（横利根川側）の左岸側壁に亀裂が発生し、亀裂幅は3月13日の時点で7ミリメートル、7月12日には20ミリメートルまで拡大した。亀裂発生個所は小門扉の開閉装置の下を通過しており、管理的な面でも重要な箇所であった。また、前回の補修工事から20年近くが経過しており、文化財保存の面でも大規模な補修が必要な時期にきていた。
国土交通省では、閘門の水抜き調査を実施したうえで、2013年（平成25年）1月に、学識者、自治体関係者を交えた横利根閘門保全対策検討委員会を設け、保全対策を議論した。そして2013年8月から2014年3月に補修工事が実施された。
調査の結果、亀裂の原因は液状化によって地盤が変動したためと推定された。そのため、浸透固化処理工法により、固化材を地中に注入する処置を施した。その際、事前に注入材の周辺環境への影響を確かめた。また文化財保護の観点から、注入した後でもふたたび注入前の状態に戻せることも事前に確かめたうえで実施された。
亀裂の補修については、煉瓦の張り替え等はせずに、セメント系補修材を注入することで対応した。補修個所は周りの煉瓦の色に合わせて顔料で着色する案も検討されたが、最終的には、補修跡も歴史の一部として残すこととした。また、他の煉瓦については、洗浄して綺麗にする意見と、そのままの状態を残す意見とがあったが、高温高圧洗浄機により、目地が痛まない程度に洗浄した。
開閉装置も亀裂により一部損傷を受けていた。開閉装置が壊れることは閘門の運用上問題となるので、今後の災害時にも対応できるよう、固定部に変位吸収機能を持たせた。この他、門扉の合わせ箇所に取り付けられた水密材も寿命だったため、建造時と同じくケヤキ材で取り替えた。
横利根閘門は、現在では漁船や釣り船、モーターボートなどが年1-2千隻利用する程度となっているが、今なお現役で動く閘門として使用されている。

## 文化財としての価値
関東地方では、明治30年代を中心に多くの煉瓦造水門・閘門が造られた。是永定美の調査によれば、利根川流域の煉瓦造水門では、1887年（明治20年）竣工の備前渠樋管（埼玉県本庄市）が最も古く、1921年（大正10年）竣工の福川樋門（埼玉県行田市）と横利根閘門が最も新しい。
ただし横利根閘門や福川樋門の本体はコンクリートであり、煉瓦は化粧的な役割を果たしているに過ぎない。したがってこれらは純然たる煉瓦造とはいえない。一方、同時期に建造された関宿水門（茨城県五霞町、1918年着工、1927年完成）や、小野川水門（千葉県香取市、1919年着工、1923年完成）は、同じくコンクリート製ではあるが、横利根閘門のような煉瓦は使われておらず、部分的に石材が使われている。したがって、横利根閘門は、水門や閘門が煉瓦製からコンクリート製へと移り変わる過渡期の代表的な建造物と考えられている。
また横利根閘門は、利根川改修計画の歴史を今に残し、また、大正期の閘門のなかで唯一、今でも現役で稼働している点において、貴重な土木遺産とみなされている。

## 周辺
- 水郷大橋
- 水郷佐原あやめパーク
- 十二橋

## 交通
- 香取市内循環バス（コミュニティバス）北佐原・新島ルート「横利根閘門公園」バス停下車